# Great and Little Wigborough
Great and Little Wigborough est une paroisse civile de l'Essex, en Angleterre. Elle comprend les villages de Great Wigborough et de Little Wigborough, et le hameau de Stafford's Corner.